# Cidade-condado consolidada
No governo local dos Estados Unidos, uma cidade-condado consolidada é uma cidade e condado que foram fundidas em uma jurisdição unificada. Como tal, é simultaneamente uma cidade, que é uma incorporação municipal, um conselho e uma divisão administrativa de um Estado. Tem poderes e responsabilidades de ambos os tipos de entidades.
Uma cidade-condado consolidada é diferente de uma cidade independente, embora possa resultar em uma consolidação de uma cidade e um condado, tendo os mesmos poderes que uma cidade-concelho. Uma cidade independente não é considerada pelo Estado tendo limites como qualquer município, mas é reconhecida como uma entidade legal separada territorialmente por outros condados. O Centro-Oeste, e o sul possuem as maiores concentrações de grandes cidades-condados consolidadas, incluindo Indianápolis, Indiana; Nashville, Tennessee; Jacksonville, Flórida; Louisville, Kentucky; Kansas City, Kansas; Lexington, Kentucky e Denver, Colorado.

## Visão geral
A Inglaterra possui seis "condados metropolitanos", criados em 1974: Greater Manchester, Merseyside, South Yorkshire, Tyne and Wear, West Midlands e West Workshire. A partir de 1986, estes municípios metropolitanos perderam seus conselhos municipais, mas atuam em conjunto para determinadas funções. Autoridades unitárias modernas são semelhantes e são conhecidas como bairros condado no País de Gales. Na Escócia, Aberdeen, Dundee, Edinburgo e Glasgou são funcionalmente "cidades independentes", embora o termo não seja usado.
Acordos semelhantes existem em outros países, como Alemanha, onde Berlim, Bremen e Hamburgo são cidades e Estados. Quase todas as cidades da Alemanha são cidades-condados consolidadas, como Frankfurt, Stuttgart, Munique ou Dresden na Áustria, onde a capital Viena é uma cidade e Estado; França, onde a cidade-capital Paris adquiriu este status de Departamento em 1968; na Coreia do Sul, onde Seul é uma cidade especial, enquanto as outras seis cidades (Busan, Daegu, Daejeon, Gwangju, Incheon e Ulsan) são cidades metropolitanas. Além disso, o Território da Capital Australiana executa todas as funções municipais da cidade de Canberra, e portanto funciona como um sistema integrado de cidade-território. Da mesma forma, a Cidade de Tóquio se fundiu com a prefeitura para formar a metrópole de Tóquio em 1943.

## Balanços
Consolidadas em sete cidades de governos-condado, nos Estados Unidos os lugares anteriormente independentes foram incorporados e mantiveram alguns poderes governamentais. Nessas cidades, de acordo com o United States Census Bureau, estas cidades são chamadas de "cidades consolidadas"; onde as estatísticas de uma boa governança são registradas tanto para o governo destas cidades quanto para os municípios componentes. Uma parte do governo consolidado é chamado de "equilíbrio", que o USCB define "como uma cidade consolidada com menos lugares semi-independentes incorporados localizados dentro da cidade consolidada".
Estas cidades-condado consolidadas são:
- Condado de Athens-Clarke, Geórgia
- Condado de Augusta-Richmond, Geórgia
- Condado de Butte-Silver Bow, Montana
- Indianápolis, Indiana
- Condado de Jacksonville-Duval, Flórida
- Condado de Louisville-Jefferson, Kentucky
- Condado de Nashville-Davidson, Tennessee

## Lista de cidades-condado consolidadas
- Cidade e Condado de Anchorage, Alasca[1] (A cidade e a metrópole são consolidadas na formação de um governo unificado)
- Cidade e Condado de Broomfield, Colorado[2][3] (A Cidade de Broomfield foi incorporada em 1961. Consolidada como a Cidade e Condado de Broomfield em 15 de novembro de 2001, a partir da cidade incorporada de Broomfield e porções dos condados de Boulder, Adams, Jefferson e Weld)
- Cidade e Condado de Denver, Colorado[2] (Incorporados a cidade de Denver e o Território do Colorado em 7 de novembro de 1861. Denver foi nomeado Condado de Arapahoe até 15 de novembro de 1902, quando foi dividido na cidade consolidada de Denver)
- Cidade e Condado de Honolulu, Havaí[4]
- Cidade e Metrópole de Juneau, Alasca
- Município e Condado de Los Alamos, Novo México[5]
- Cidade de Nova Orleans e Paróquia de Orleans, Louisiana (A cidade de Nova Orleans sempre serviu como sede de governo da Paróquia de Orleans, embora inicialmente fossem governos separados. A cidade e a paróquia também são partes anexas da Paróquia Jefferson)
- Cidade e Condado de San Francisco, Califórnia (A cidade de San Francisco foi sede do Condado de San Francisco até 1856 quando o município foi dividido em uma cidade consolidada e um condado norte, com o restante do velho Condado de San Francisco, se tornando o Condado de San Mateo)
- Município e Metrópole de Sitka, Alasca
- Município e Metrópole de Yakutat, Alasca
- Cidade e Condado de Nantucket, Massachusetts (eram um único condado até que foram divididos do Condado de Dukes, Nova York para ser parte da colônia de Massachusetts)

### Fundidos
- Anaconda e Condado de Deer Lodge, Montana
- Butte e Condado de Silver Bow, Montana
- Carson City e Condado de Ormsby, Nevada
- Columbus e Condado de Muscogee, Geórgia
- Cusseta e Condado de Chattahoochee, Geórgia
- Filadélfia e Condado de Filadélfia, Pensilvânia
- Georgetown e Condado de Quitman, Geórgia
- Hartsville e Condado de Trousdale, Tennessee
- Houma e Paróquia de Terrebonne, Louisiana[6]
- Lexington e Condado de Fayette, Kentucky[7]
- Lynchburg e Condado de Moore, Tennessee
- Statenville e Condado de Echols, Geórgia

### Outros
- Cidade de Nova Iorque, Nova Iorque (Foi coextensiva como uma amálgama de cinco municípios desde 1898, cada um dos quais possuem um bairro, mas geralmente são conhecidos como:
  - Condado de Nova Iorque (Manhattan) (O Condado de Nova Iorque abrangia a Cidade de Nova Iorque até 1898)
  - Condado do Bronx (Bronx) (O Condado de Nova Iorque era incluído no que agora é o Bronx de 1898 até a sua criação em 1916)
  - Condado de Kings (Brooklyn)
  - Condado de Richmond (Staten Island)
  - Condado de Queens (Queens)